# Eth Cunh
Eth Cunh (francès Le Cuing) és un municipi occità de Comenge, a Gascunya, en el departament de l'Alta Garona, a la regió d'Occitània.